# Wiljan Pluim
Wiljan Pluim est un footballeur néerlandais, né le 4 janvier 1989 à Zwolle aux Pays-Bas. Il évolue actuellement en huitième niveau aux Pays-Bas au SV Epe comme attaquant.

## Palmarès

### En club
- Avec le PSM Makassar :
  - Champion d'Indonésie en 2023
  - Coupe d'Indonésie en 2019